# Кистер, Оттон Карлович фон
Барон Оттон Карлович фон Кистер (нем. Otto Ferdinand von Küster; 10 марта 1824 — 31 января 1904, Санкт-Петербург) — военнослужащий Русской императорской армии, генерал от кавалерии (1890), интендант Московского военного округа (1881—1889).

## Биография
Родился 27 февраля (10 марта) 1824 года в семье камергера герцога Ангальт-Кётенского Карла Христиановича фон Кистера (1784—1861), поверенного в делах при российском дворе и возведённого в 1833 году с нисходящим потомством в баронское достоинство, перешедшего на российскую службу. Братья: действительный статский советник Карл Кистер (1820—1893) и полковник Вильгельм Кистер (1813—1855).
21 апреля 1844 года произведён в офицеры и находился в службе по армейской кавалерии.
28 марта 1871 года произведён в генерал-майоры и назначен окружным интендантом Финляндского военного округа.
С 1881 по январь 1889 года в чине генерал-лейтенанта был интендантом Московского военного округа.
23 октября 1890 года был уволен в отставку с производством в генералы от кавалерии.
Скончался 18 (31) января 1904 года в Санкт-Петербурге и похоронен на Новодевичьем кладбище.

## Чины
- полковник (1862)
- генерал-майор (28.03.1871)[4]
- генерал-лейтенант (1881)
- генерал от кавалерии (23.10.1890)

## Награды
- Орден Святой Анны IV степени (1851)
- Орден Святого Станислава II степени (1861), императорская корона к ордену (1865)
- Орден Святой Анны II степени (1867)
- Орден Святого Владимира III степени (1873)
- Орден Святого Станислава I степени (1876)

## Семья
- Жена — Лидия Михайловна (в девичестве Нератова; 1826—1907), похоронена на Новодевичьем кладбище Санкт-Петербурга (участок 71 по плану 1885 года)
  - Сын — Василий (1856—1908), подполковник, похоронен на Новодевичьем кладбище Санкт-Петербурга[5].
    - Внучка — Анна (14.07.1892 — 13.04.1903) похоронена с отцом на Новодевичьем кладбище Санкт-Петербурга.